# Trentième district congressionnel de Californie
Le 30e district congressionnel de Californie est un district de l'État américain de Californie, dans l'ouest de la Vallée de San Fernando du Comté de Los Angeles et dans l'est de Simi Hills du Comté de Ventura.
Le district est actuellement représenté par le démocrate Adam Schiff.
Le 30e district congressionnel de Californie est un district de l'État américain de Californie. Le 30e district englobe tout Burbank et Glendale, le quartier Linda Vista de Pasadena et les communautés de Los Angeles de Tujunga, Hollywood, West Hollywood, Edendale, Park La Brea, Hancock Park et Westside Echo Park. Le district est actuellement représenté par la Démocrate Laura Friedman.

## Géographie
| #  | Comté       | Siège       | Population |
| -- | ----------- | ----------- | ---------- |
| 37 | Los Angeles | Los Angeles | 9 663 345  |

À partir du redécoupage de 2020, le 30e district congressionnel de Californie est situé dans le sud de l'État. Deux sections du district se trouvent dans le Comté de Los Angeles, et les deux autres sections couvrent des parties du nord de Los Angeles.
Le Comté de Los Angeles est divisé entre ce district, le 27e district, le 28e district, le 29e district, le 32e district, le 34e district, le 36e district et le 37e district. Les 30e et 27e sont séparés par la Angeles National Forest, B P and L Rd, Mt Emma Rd, BPL Rd, Angeles Forest Highway, NF-3N17, Moody Canyon, NF-4N53, Soledad Canyon Rd, Indian Canyon Rd, and Santa Clarita Divide Rd.
Les 30e et 28e sont divisés par la Angeles National Forest, Big Tujunga Creek, Big Tujunga Canyon Rd, Silver Creek, Markridge Rd, Pennsylvania Ave, Northwoods Ln, Ramsdell Ave, Fairway Ave, La Crescenta Ave, Mayfield Ave, Rosemont Ave, Florencita Ave, Thompson Ct, Park Pl, Verdugo Blvd, La Tour Way, Descanso Gardens, Norham Pl, Wendover Rd, Linda Vista Ave, Oak Grove Dr, Yucca Ln, W Montana St, Vermont St, Forest Ave, Wyoming St, Lincoln Ave, Anderson Pl, Canada Pl, Highway 210, W Hammond St, Glen Ave, W Mountain St, Manzanita Ave, N Orange Grove Blvd, and Ventura Freeway.
Les 30e et 29e sont divisées par la Angeles National Forest, NF-4N35, Gold Creek Rd, Big Tujunga Canyon Rd, Little Tujunga Rd, Longford St, Clybourne Ave, Foothill Freeway, Kagel Canyon St, Osborne St, Terra Bella St, Glenoaks Blvd, Montague St, San Fernando Rd, Branford St, Tujunga Wash, Wentworth St, Sheldon St, Tuxford St, Sunland Blvd, Golden State Freeway, Cohasset St, Sherman Way, Vineland Ave, Southern Pacific Railroad, Ledge Ave, W Clark Ave, N Clybourn Ave, and the Los Angeles River.
Les 30e et 32e sont divisées par Lankershim Blvd, Fredonia Dr, Cahuenga Blvd W, Broadlawn Dr, Multiview Dr, Mulholland Dr, Laurel Canyon Blvd, W Sunset Blvd, Ozeta Ter, and Doheny Rd.
Les 30e et 34e sont divisées par Crenshaw Blvd, Wilshire Blvd, S Van Ness Ave, S Wilton Pl, N Wilton Pl, Beverly Blvd, N Western Ave, Melrose Ave, Hollywood Freeway, Douglas St, Lilac Ter, N Boylston St, Academy Rd, Pasadena Freeway, Highway 5, Duvall St, Blake Ave, Fernleaf St, Crystal St, Blake Ave, Meadowvale Ave, Los Angeles, Benedict St, N Coolidge Ave, Glendale Freeway, Roswell St, Delay Dr, Fletcher Dr, Southern Pacific Railroad, S Glendale Ave, Vista Superba Dr, Verdugo Rd, Plumas St, Carr Park, Harvey Dr, and Eagle Rock Hilside Park.
Les 30e, 36e et 37e districts sont divisés par Phyllis Ave, N Doheny Dr, N Oakhurst Dr, Burton Way, N Robertson Blvd, 8733 Clifton Way-201 S Le Doux Rd, N San Vicente Blvd, La Cienga Park, W Olympic Blvd, San Vicente Blvd, S Cochran Ave, Edgewood Pl, S Cloverdale Ave, S La Brea Ave, and S Sycamore Ave.

### Villes et census-designated places de 10 000 personnes ou plus
- Los Angeles - 3 820 914
- Glendale - 196 543
- Pasadena - 138 699
- Burbank - 107 337
- West Hollywood - 35 757

## Historique de vote
| Année | Poste               | Résultats                      |
| ----- | ------------------- | ------------------------------ |
| 1990  | Gouverneur          | Feinstein 48,0 % - 46,7 %      |
| 1992  | Président           | Clinton 62,7 % - 24,2,7 %      |
| 1992  | Sénateur            | Boxer 61,2 % - 30,3 %          |
| 1992  | Sénateur (Spéciale) | Feinstein 66,7 % - 20,3% %     |
| 1994  | Gouverneur          | Brown 59,8 % - 36,3 %          |
| 1994  | Sénateur            | Feinstein 59,3% - 30,5 %       |
| 1996  | Président           | Clinton 71,0 % - 19,8 %        |
| 1998  | Gouverneur          | Davis 77,1 % - 18,8 %          |
| 1998  | Sénateur            | Boxer 72,7 % - 23,5 %          |
| 2000  | Président           | Gore 75,0 % - 19,3 %           |
| 2000  | Sénateur            | Feinstein 73,2 % - 16,5 %      |
| 2002  | Gouverneur          | Davis 57,1 % - 33,3 %          |
| 2003  | Rappel,             | Non 57,3 % - 42,7 %            |
| 2003  | Rappel,             | Schwarzenegger 43,5 % - 38,7 % |
| 2004  | Président           | Kerry 66,1 % - 32,8 %          |
| 2004  | Sénateur            | Boxer 69,4 % - 26,8 %          |
| 2006  | Gouverneur          | Schwarzenegger 49,8 % - 45,9 % |
| 2006  | Sénateur            | Feinstein 71,7 % - 29,6 %      |
| 2008  | Président           | Obama 70,4 % - 27,9 %          |
| 2010  | Gouverneur          | Brown 62,1 % - 24,8 %          |
| 2010  | Sénateur            | Boxer 62,8 % - 33,8 %          |
| 2012  | Président           | Obama 65,3 % - 32,1 %          |
| 2012  | Sénateur            | Feinstein 68,6 % - 31,4 %      |
| 2014  | Gouverneur          | Brown 64,3 % - 35,7 %          |
| 2016  | Président           | Clinton 69,1 % - 25,7 %        |
| 2016  | Sénateur            | Harris 66,5 % - 33,5 %         |
| 2018  | Gouverneur          | Newsom 69,9 % - 30,1 %         |
| 2018  | Sénateur            | Feinstein 62,1 % - 37,9 %      |
| 2020  | Président           | Biden 68,7% - 29,4 %           |
| 2021  | Rappel              | Non 68,6 % - 31,3%             |
| 2022  | Gouverneur          | Newsom 75,0 % - 25,0 %         |
| 2022  | Sénateur            | Padilla 77,0 % - 23,0 %        |

## Liste des représentants du district
| Membre                           | Parti       | Années                           | Congrès     | Histoire électorale | Zone géographique |
| -------------------------------- | ----------- | -------------------------------- | ----------- | --- | --- |
| District créée le 3 janvier 1953 |             |                                  |             | | |
| Bob Wilson (en)                  | Républicain | 3 janvier 1953 - 3 janvier 1963  | 83e - 87e   | Élu en 1952. Réélu en 1954. Réélu en 1956. Réélu en 1958. Réélu en 1960. Redécoupage vers le 36e district.                                                                         | 1953–1963 San Diego |
| Edward R. Roybal (en)            | Démocrate   | 3 janvier 1963 - 3 janvier 1975  | 88e - 93e   | Élu en 1962. Réélu en 1964. Réélu en 1966. Réélu en 1968. Réélu en 1970. Réélu en 1972. Redécoupage vers le 25e district.                                                          | 1963–1969 Los Angeles |
| Edward R. Roybal (en)            | Démocrate   | 3 janvier 1963 - 3 janvier 1975  | 88e - 93e   | Élu en 1962. Réélu en 1964. Réélu en 1966. Réélu en 1968. Réélu en 1970. Réélu en 1972. Redécoupage vers le 25e district.                                                          | 1969–1973 Los Angeles |
| Edward R. Roybal (en)            | Démocrate   | 3 janvier 1963 - 3 janvier 1975  | 88e - 93e   | Élu en 1962. Réélu en 1964. Réélu en 1966. Réélu en 1968. Réélu en 1970. Réélu en 1972. Redécoupage vers le 25e district.                                                          | 1973–1975 Los Angeles |
| George E. Danielson (en)         | Démocrate   | 3 janvier 1975 - 9 mars 1982     | 94e - 97e   | Redécoupage depuis le 29e district et réélu en 1974. Réélu en 1976. Réélu en 1978. Réélu en 1980. Démissionne lorsque nommé comme Juge Assesseur de la Cour d'Appel de Californie. | 1975–1983 Los Angeles |
| Vacant                           | Vacant      | 9 mars 1982 - 13 juillet 1982    | 97e         | Élection Spéciale tenue le 13 juillet 1982. | 1975–1983 Los Angeles |
| Matthew G. Martinez (en)         | Démocrate   | 13 juillet 1982 - 3 janvier 1993 | 97e - 102e  | Élu pour terminer le mandat de Danielson. Réélu en 1982.Réélu en 1984.Réélu en 1986.Réélu en 1988. Réélu en 1990. Redécoupage vers le 31e district.                                | 1975–1983 Los Angeles |
| Matthew G. Martinez (en)         | Démocrate   | 13 juillet 1982 - 3 janvier 1993 | 97e - 102e  | Élu pour terminer le mandat de Danielson. Réélu en 1982.Réélu en 1984.Réélu en 1986.Réélu en 1988. Réélu en 1990. Redécoupage vers le 31e district.                                | 1983–1993 Los Angeles (Vallée de San Gabriel) |
| Xavier Becerra                   | Démocrate   | 3 janvier 1993 - 3 janvier 2003  | 103e - 107e | Élu en 1992. Réélu en 1994. Réélu en 1996. Réélu en 1998. Réélu en 2000. Redécoupage vers le 31e district.                                                                         | 1993–2003 Central/East/Southeast Los Angeles (Partie Centre/Sud/Sud-Est) |
| Henry Waxman (en)                | Démocrate   | 3 janvier 2003 - 3 janvier 2013  | 108e - 112e | Redécoupage depuis le 29e district et réélu en 2002. Réélu en 2004. Réélu en 2006. Réélu en 2008. Réélu en 2010. Redécoupage vers le 33e district.                                 | 2003–2013 Los Angeles (Partie Ouest) |
| Brad Sherman                     | Démocrate   | 3 janvier 2013 - 3 janvier 2023  | 113e - 117e | Redécoupage depuis le 27e district et réélu en 2012. Réélu en 2014. Réélu en 2016. Réélu en 2018. Réélu en 2020. Redécoupage vers le 32e district.                                 | 2013–2023 Vallée de San Gabriel (Partie Ouest) incluant Sherman Oaks |
| Adam Schiff                      | Démocrate   | 3 janvier 2023 - 8 décembre 2024 | 118e        | Redécoupage depuis le 28e district et réélu en 2022. Démissionne après avoir été élu sénateur américain.                                                                           | 2023–en cours West Hollywood, Burbank, certaines parties de Pasadena, Glendale, les communautés de Verdugo Hills de Sunland-Tujunga, ainsi que certaines parties du centre de Los Angeles, notamment Hollywood, les collines d'Hollywood, Echo Park, Silver Lake et Los Feliz |
| Vacant                           | Vacant      | 8 décembre 2024 – 3 janvier 2025 | 118e        | | 2023–en cours West Hollywood, Burbank, certaines parties de Pasadena, Glendale, les communautés de Verdugo Hills de Sunland-Tujunga, ainsi que certaines parties du centre de Los Angeles, notamment Hollywood, les collines d'Hollywood, Echo Park, Silver Lake et Los Feliz |
| Laura Friedman                   | Démocrate   | 3 janvier 2025 - en cours        | 119e        | Élue en 2024. | 2023–en cours West Hollywood, Burbank, certaines parties de Pasadena, Glendale, les communautés de Verdugo Hills de Sunland-Tujunga, ainsi que certaines parties du centre de Los Angeles, notamment Hollywood, les collines d'Hollywood, Echo Park, Silver Lake et Los Feliz |

## Résultats des élections précédents
Voici les résultats des dix précédents cycles électoraux dans le district.

### 2004
| Élection de 2004 du 30e district congressionnel de Californie | Élection de 2004 du 30e district congressionnel de Californie | Élection de 2004 du 30e district congressionnel de Californie | Élection de 2004 du 30e district congressionnel de Californie | Élection de 2004 du 30e district congressionnel de Californie |
| ------------------------------------------------------------- | ------------------------------------------------------------- | ------------------------------------------------------------- | ------------------------------------------------------------- | ------------------------------------------------------------- |
| Parti                                                         | Parti                                                         | Candidat                                                      | Votes                                                         | %                                                             |
|                                                               | Démocrate                                                     | Henry Waxman (en) (sortant)                                   | 216 682                                                       | 71,3                                                          |
|                                                               | Républicain                                                   | Victor Elizalde                                               | 87 465                                                        | 28,7                                                          |
| Total des votes                                               | Total des votes                                               | Total des votes                                               | 313 147                                                       | 100%                                                          |
|                                                               | Les Démocrates conservent                                     |                                                               |                                                               |                                                               |

### 2006
| Élection de 2006 du 30e district congressionnel de Californie | Élection de 2006 du 30e district congressionnel de Californie | Élection de 2006 du 30e district congressionnel de Californie | Élection de 2006 du 30e district congressionnel de Californie | Élection de 2006 du 30e district congressionnel de Californie |
| ------------------------------------------------------------- | ------------------------------------------------------------- | ------------------------------------------------------------- | ------------------------------------------------------------- | ------------------------------------------------------------- |
| Parti                                                         | Parti                                                         | Candidat                                                      | Votes                                                         | %                                                             |
|                                                               | Démocrate                                                     | Henry Waxman (en) (sortant)                                   | 151 284                                                       | 71,5                                                          |
|                                                               | Républicain                                                   | David Nelson Jones                                            | 55 904                                                        | 26,4                                                          |
|                                                               | Paix et Liberté                                               | Adele M. Cannon                                               | 4546                                                          | 2,1                                                           |
| Total des votes                                               | Total des votes                                               | Total des votes                                               | 211 734                                                       | 100%                                                          |
|                                                               | Les Démocrates conservent                                     |                                                               |                                                               |                                                               |

### 2008
| Élection de 2008 du 30e district congressionnel de Californie | Élection de 2008 du 30e district congressionnel de Californie | Élection de 2008 du 30e district congressionnel de Californie | Élection de 2008 du 30e district congressionnel de Californie | Élection de 2008 du 30e district congressionnel de Californie |
| ------------------------------------------------------------- | ------------------------------------------------------------- | ------------------------------------------------------------- | ------------------------------------------------------------- | ------------------------------------------------------------- |
| Parti                                                         | Parti                                                         | Candidat                                                      | Votes                                                         | %                                                             |
|                                                               | Démocrate                                                     | Henry Waxman (en) (sortant)                                   | 242 792                                                       | 100%                                                          |
|                                                               | Les Démocrates conservent                                     |                                                               |                                                               |                                                               |

### 2010
| Élection de 2010 du 30e district congressionnel de Californie | Élection de 2010 du 30e district congressionnel de Californie | Élection de 2010 du 30e district congressionnel de Californie | Élection de 2010 du 30e district congressionnel de Californie | Élection de 2010 du 30e district congressionnel de Californie |
| ------------------------------------------------------------- | ------------------------------------------------------------- | ------------------------------------------------------------- | ------------------------------------------------------------- | ------------------------------------------------------------- |
| Parti                                                         | Parti                                                         | Candidat                                                      | Votes                                                         | %                                                             |
|                                                               | Démocrate                                                     | Henry Waxman (en) (sortant)                                   | 153 663                                                       | 64,7                                                          |
|                                                               | Républicain                                                   | Charles E. Wilkerson                                          | 75 948                                                        | 31,9                                                          |
|                                                               | Libertarien                                                   | Erich D. Miller                                               | 5021                                                          | 2,1                                                           |
|                                                               | Paix et Liberté                                               | Richard R. Castaldo                                           | 3115                                                          | 1,3                                                           |
| Total des votes                                               | Total des votes                                               | Total des votes                                               | 237 747                                                       | 100%                                                          |
|                                                               | Les Démocrates conservent                                     |                                                               |                                                               |                                                               |

### 2012
| Élection de 2012 du 30e district congressionnel de Californie | Élection de 2012 du 30e district congressionnel de Californie | Élection de 2012 du 30e district congressionnel de Californie | Élection de 2012 du 30e district congressionnel de Californie | Élection de 2012 du 30e district congressionnel de Californie |
| ------------------------------------------------------------- | ------------------------------------------------------------- | ------------------------------------------------------------- | ------------------------------------------------------------- | ------------------------------------------------------------- |
| Parti                                                         | Parti                                                         | Candidat                                                      | Votes                                                         | %                                                             |
|                                                               | Démocrate                                                     | Brad Sherman (sortant)                                        | 146 456                                                       | 60,3                                                          |
|                                                               | Démocrate                                                     | Howard Berman (en) (sortant)                                  | 98 395                                                        | 39,7                                                          |
| Total des votes                                               | Total des votes                                               | Total des votes                                               | 247 851                                                       | 100%                                                          |
|                                                               | Les Démocrates conservent                                     |                                                               |                                                               |                                                               |

### 2014
| Élection de 2014 du 30e district congressionnel de Californie | Élection de 2014 du 30e district congressionnel de Californie | Élection de 2014 du 30e district congressionnel de Californie | Élection de 2014 du 30e district congressionnel de Californie | Élection de 2014 du 30e district congressionnel de Californie |
| ------------------------------------------------------------- | ------------------------------------------------------------- | ------------------------------------------------------------- | ------------------------------------------------------------- | ------------------------------------------------------------- |
| Parti                                                         | Parti                                                         | Candidat                                                      | Votes                                                         | %                                                             |
|                                                               | Démocrate                                                     | Brad Sherman (sortant)                                        | 86 568                                                        | 65,6                                                          |
|                                                               | Républicain                                                   | Mark S. Reed                                                  | 45 315                                                        | 34,4                                                          |
| Total des votes                                               | Total des votes                                               | Total des votes                                               | 131 883                                                       | 100%                                                          |
|                                                               | Les Démocrates conservent                                     |                                                               |                                                               |                                                               |

### 2016
| Élection de 2016 du 30e district congressionnel de Californie | Élection de 2016 du 30e district congressionnel de Californie | Élection de 2016 du 30e district congressionnel de Californie | Élection de 2016 du 30e district congressionnel de Californie | Élection de 2016 du 30e district congressionnel de Californie |
| ------------------------------------------------------------- | ------------------------------------------------------------- | ------------------------------------------------------------- | ------------------------------------------------------------- | ------------------------------------------------------------- |
| Parti                                                         | Parti                                                         | Candidat                                                      | Votes                                                         | %                                                             |
|                                                               | Démocrate                                                     | Brad Sherman (sortant)                                        | 205 279                                                       | 72,6                                                          |
|                                                               | Républicain                                                   | Mark S. Reed                                                  | 77 325                                                        | 27,4                                                          |
| Total des votes                                               | Total des votes                                               | Total des votes                                               | 282 604                                                       | 100%                                                          |
|                                                               | Les Démocrates conservent                                     |                                                               |                                                               |                                                               |

### 2018
| Élection de 2018 du 30e district congressionnel de Californie | Élection de 2018 du 30e district congressionnel de Californie | Élection de 2018 du 30e district congressionnel de Californie | Élection de 2018 du 30e district congressionnel de Californie | Élection de 2018 du 30e district congressionnel de Californie |
| ------------------------------------------------------------- | ------------------------------------------------------------- | ------------------------------------------------------------- | ------------------------------------------------------------- | ------------------------------------------------------------- |
| Parti                                                         | Parti                                                         | Candidat                                                      | Votes                                                         | %                                                             |
|                                                               | Démocrate                                                     | Brad Sherman (sortant)                                        | 191 573                                                       | 73,4                                                          |
|                                                               | Républicain                                                   | Mark S. Reed                                                  | 69 420                                                        | 26,6                                                          |
| Total des votes                                               | Total des votes                                               | Total des votes                                               | 260 993                                                       | 100%                                                          |
|                                                               | Les Démocrates conservent                                     |                                                               |                                                               |                                                               |

### 2020
| Élection de 2020 du 30e district congressionnel de Californie | Élection de 2020 du 30e district congressionnel de Californie | Élection de 2020 du 30e district congressionnel de Californie | Élection de 2020 du 30e district congressionnel de Californie | Élection de 2020 du 30e district congressionnel de Californie |
| ------------------------------------------------------------- | ------------------------------------------------------------- | ------------------------------------------------------------- | ------------------------------------------------------------- | ------------------------------------------------------------- |
| Parti                                                         | Parti                                                         | Candidat                                                      | Votes                                                         | %                                                             |
|                                                               | Démocrate                                                     | Brad Sherman (sortant)                                        | 240 038                                                       | 69,5                                                          |
|                                                               | Républicain                                                   | Mark S. Reed                                                  | 105 426                                                       | 30,5                                                          |
| Total des votes                                               | Total des votes                                               | Total des votes                                               | 345 464                                                       | 100%                                                          |
|                                                               | Les Démocrates conservent                                     |                                                               |                                                               |                                                               |

### 2022
La Californie a tenu sa Primaire Jungle le 7 juin 2022, selon ce système de Primaire, tous les candidats sont sur le même bulletin de vote, et les deux arrivés en tête s'affronteront le jour de l'Élection Générale, à savoir le 8 novembre 2022.
| Primaire Jungle 2022 du 30e district congressionnel de Californie | Primaire Jungle 2022 du 30e district congressionnel de Californie | Primaire Jungle 2022 du 30e district congressionnel de Californie | Primaire Jungle 2022 du 30e district congressionnel de Californie | Primaire Jungle 2022 du 30e district congressionnel de Californie |
| ----------------------------------------------------------------- | ----------------------------------------------------------------- | ----------------------------------------------------------------- | ----------------------------------------------------------------- | ----------------------------------------------------------------- |
| Parti                                                             | Parti                                                             | Candidat                                                          | Votes                                                             | %                                                                 |
|                                                                   | Démocrate                                                         | Adam Schiff                                                       | 102 290                                                           | 62,4                                                              |
|                                                                   | Démocrate                                                         | Maebe A. Girl                                                     | 21 053                                                            | 12,9                                                              |
|                                                                   | Républicain                                                       | Ronda Kennedy                                                     | 13 953                                                            | 8,5                                                               |
|                                                                   | Républicain                                                       | Patrick Gipson                                                    | 10 529                                                            | 6,4                                                               |
|                                                                   | Républicain                                                       | Johnny Nalbandian                                                 | 7693                                                              | 4,7                                                               |
|                                                                   | Républicain                                                       | Paloma Zuniga                                                     | 2614                                                              | 1,6                                                               |
|                                                                   | Démocrate                                                         | Sal Genovese                                                      | 2612                                                              | 1,6                                                               |
|                                                                   | Vert                                                              | William Meurer                                                    | 1598                                                              | 1,0                                                               |
|                                                                   | American Independent                                              | Tony Rodriguez                                                    | 1460                                                              | 0,9                                                               |

| Élection de 2022 du 30e district congressionnel de Californie | Élection de 2022 du 30e district congressionnel de Californie | Élection de 2022 du 30e district congressionnel de Californie | Élection de 2022 du 30e district congressionnel de Californie | Élection de 2022 du 30e district congressionnel de Californie |
| ------------------------------------------------------------- | ------------------------------------------------------------- | ------------------------------------------------------------- | ------------------------------------------------------------- | ------------------------------------------------------------- |
| Parti                                                         | Parti                                                         | Candidat                                                      | Votes                                                         | %                                                             |
|                                                               | Démocrate                                                     | Adam Schiff                                                   | 150 100                                                       | 71,1                                                          |
|                                                               | Démocrate                                                     | Maebe A. Girl                                                 | 60 968                                                        | 28,9                                                          |
| Total des votes                                               | Total des votes                                               | Total des votes                                               | 211 068                                                       | 100%                                                          |
|                                                               | Les Démocrates conservent                                     |                                                               |                                                               |                                                               |

### 2024
La Californie a tenu sa Primaire Jungle le 5 mars 2024, selon ce système de Primaire, tous les candidats sont sur le même bulletin de vote, et les deux arrivés en tête s'affronteront le jour de l'Élection Générale, à savoir le 5 novembre 2024.
| Primaire Jungle 2024 du 30e district congressionnel de Californie | Primaire Jungle 2024 du 30e district congressionnel de Californie | Primaire Jungle 2024 du 30e district congressionnel de Californie | Primaire Jungle 2024 du 30e district congressionnel de Californie | Primaire Jungle 2024 du 30e district congressionnel de Californie |
| ----------------------------------------------------------------- | ----------------------------------------------------------------- | ----------------------------------------------------------------- | ----------------------------------------------------------------- | ----------------------------------------------------------------- |
| Parti                                                             | Parti                                                             | Candidat                                                          | Votes                                                             | %                                                                 |
|                                                                   | Démocrate                                                         | Laura Freidman                                                    | 46 329                                                            | 30,1                                                              |
|                                                                   | Républicain                                                       | Alex Baleklan                                                     | 26 826                                                            | 17,4                                                              |
|                                                                   | Démocrate                                                         | Anthony Portantino                                                | 20 459                                                            | 13,3                                                              |
|                                                                   | Démocrate                                                         | Mike Feuer                                                        | 18 878                                                            | 12,3                                                              |
|                                                                   | Démocrate                                                         | G. Maebe Pudlo                                                    | 15 791                                                            | 10,2                                                              |
|                                                                   | Républicain                                                       | Emillio Martinez                                                  | 6775                                                              | 4,4                                                               |
|                                                                   | Démocrate                                                         | Ben Savage                                                        | 6147                                                              | 4,0                                                               |
|                                                                   | Démocrate                                                         | Nick Melvoln                                                      | 4134                                                              | 2,7                                                               |
|                                                                   | Démocrate                                                         | Jirair Ratevoslan                                                 | 2889                                                              | 1,9                                                               |
|                                                                   | Démocrate                                                         | Sepi Shyne                                                        | 2126                                                              | 1,4                                                               |
|                                                                   | Démocrate                                                         | Courtney Najera                                                   | 1167                                                              | 0,7                                                               |
|                                                                   | Indépendant                                                       | Josh Bocanegra                                                    | 780                                                               | 0,5                                                               |
|                                                                   | Démocrate                                                         | Steve Dunwoody                                                    | 727                                                               | 0,5                                                               |
|                                                                   | Démocrate                                                         | Francesco Arreaga                                                 | 532                                                               | 0,3                                                               |
|                                                                   | Démocrate                                                         | Sal Genovese                                                      | 442                                                               | 0,3                                                               |

| Élection de 2024 du 30e district congressionnel de Californie | Élection de 2024 du 30e district congressionnel de Californie | Élection de 2024 du 30e district congressionnel de Californie | Élection de 2024 du 30e district congressionnel de Californie | Élection de 2024 du 30e district congressionnel de Californie |
| ------------------------------------------------------------- | ------------------------------------------------------------- | ------------------------------------------------------------- | ------------------------------------------------------------- | ------------------------------------------------------------- |
| Parti                                                         | Parti                                                         | Candidat                                                      | Votes                                                         | %                                                             |
|                                                               | Démocrate                                                     | Laura Freidman                                                | 213 100                                                       | 68,4                                                          |
|                                                               | Républicain                                                   | Alex Baleklan                                                 | 98 559                                                        | 31,6                                                          |
| Total des votes                                               | Total des votes                                               | Total des votes                                               | 311 659                                                       | 100 %                                                         |
|                                                               | Les Démocrates conservent                                     |                                                               |                                                               |                                                               |

## Frontières historiques du district
Avant le redécoupage de 2013 résultant du Recensement des États-Unis de 2010 et des élections de 2012, le district de l'ouest du Comté de Los Angeles était représenté par le Démocrate Henry Waxman (en). De 2003 à 2013, le district comprenait de nombreuses villes et banlieues de l'ouest du Grand Los Angeles, notamment Hollywood, West Hollywood, Beverly Hills, Santa Monica, Pacific Palisades, Malibu et Topanga, Calabasas, Agoura Hills, Woodland Hills.